# Aphilopota brunneifascia
Aphilopota brunneifascia là một loài bướm đêm trong họ Geometridae.